# Cyprinion mhalensis
Cyprinion mhalensis es una especie de peces de la familia de los Cyprinidae en el orden de los Cypriniformes.

## Morfología
Los machos pueden llegar alcanzar los 10,5 cm de longitud total.
Se encuentra en el Arabia Saudita.

## Hábitat
Es un pez de agua dulce.

## Distribución geográfica
Se encuentra en  Arabia Saudita.